# Arnold Sundgaard
Arnold Sundgaard (Saint-Paul, 31 octobre 1909 - Dallas, 22 octobre 2006) est un écrivain et dramaturge américain qui collabora avec certains grands artistes du XXe siècle.  

## Biographie
En tant que parolier, Arnold Sundgaard a travaillé avec certains des plus grands compositeurs, y compris Kurt Weill et Alec Wilder. Avec Weill, il est auteur de l'opéra folk de 1948 Down in the Valley et avec Wilder, il a écrit plusieurs chansons. Sundgaard a également écrit des livrets pour près d'une douzaine d'opéras, dont The Lowland Sea avec Wilder en 1952. 
Au cours des dernières années, il s'est tourné vers l'écriture de livres d'images pour enfants en collaboration avec Eric Carle et Dominic Catalano.